# إلسي ويبر
إلسي ويبر (بالألمانية: Ilse Weber) (و. 1903 – 1944 م) هي كاتِبة، وملحنة، وكاتبة للأطفال، وشاعرة من الإمبراطورية النمساوية المجرية، وتشيكوسلوفاكيا، توفيت عن عمر يناهز 41 عاماً.

## روابط خارجية
- إلسي ويبر على موقع ميوزك برينز (الإنجليزية)
- إلسي ويبر على موقع ديسكوغز (الإنجليزية)